# Пялинг
Пя́линг (ингуш. Пхьа́линг) — средневековый город-поселение в Ингушетии. Расположен в Джейрахском районе, административно входит в Гулинское сельское поселение. Родовое село ингушского тейпа Полонкой.
На территории города-поселения имеется архитектурный башенный комплекс «Пялинг», представленный множеством исторических объектов: древние разнотипные могильники (13 склеповых могильников, 1 мавзолей), 1 святилище, а также 5 боевых башен и 21 жилая башня. В настоящее время данные объекты ингушской архитектуры и вся территория города-поселения, входящие в Джейрахско-Ассинский государственный историко-архитектурный и природный музей-заповедник, принадлежат государству и находятся под его охраной.

## География
Расположено к северо-востоку от районного центра Джейрах неподалёку от правого берега реки Асса.
Ближайшие населённые пункты: на северо-западе — селение Барах, на юго-западе — Тиша Йовли и Йовли, на востоке — Ний, на юге — Гянт.

## Население
| 1926 | 2010 | 2011 | 2012 | 2013 | 2015 | 2016 |
| ---- | ---- | ---- | ---- | ---- | ---- | ---- |
| 44   | ↘4   | ↘3   | →3   | →3   | ↘2   | →2   |
| 2019 | 2024 |      |      |      |      |      |
| →2   | →2   |      |      |      |      |      |

## История
После похода на Центральный Кавказ в 1562 г. объединенного кабардино-ногайского-русского войска под командованием кабардинского князя Темрюка Идаровича, предки Полонкоевых вышли с территории Двалетии (современной Северной Осетии) и переселились в Аргунское ущелье и, основали там башенное поселение Никара, входившее в общество Терлой. Согласно этногенетическим преданиям Полонкоевых, через некоторое время после основания поселения Никара, Белиг и его братья из-за кровной мести вынуждены были уйти из Никара. Белиг – родоначальник рода Полонкоевых. На отроге хребта Цорой-Лоам он основал поселение Пялинг и в течение веков Полонкоевы здесь построили боевые и жилые башни, явившиеся домом и защитой последующих поколений рода. А. Сулейманов пишет, что по утверждениям старожилов некий предок Понугхойцев (так называют себя жители Паьлинга) — Чанин Хучбар переселился из древнего аула Никара. По данным грузинского исследователя В. Итонашвили, согласно этому преданию, Чаниевы по происхождению чеченцы и их предок Чанин Хучбар переселился из-за кровной мести.
В период миграций на плоскость в XVII-XIX вв., род Полонкоевых расселились по многим плоскостным селам Ингушетии. Пялинг упоминается среди ингушских поселений второй половины XVIII - начала XIX веков немецкими исследователями И. Гюльденштедтом и Ю. Клапротом.
В 1858 г., когда на плоскости Ингушетии были уничтожены мелкие хутора и население собрано в крупные селения, Полонкоевы расселились в таких селениях, как Базоркино (ныне с. Чермен), Сунжа, Яндаре, Ачалуки, Алхасты, Ангушт (ныне с. Тарское), Галашки, Сурхахи, Ушхорте (ныне не существует), Таузен-Юрт (ныне с. Комгарон), Зилги и др..

## Галерея
- Пялинг на фоне Цорейлоамского хребта
- Башенный комплекс тейпа Поалонкой
- Пялинг с видом на гору Цей-Лоам